# 奈良輪雄太
奈良輪 雄太（ならわ ゆうた、1987年8月29日 - ）は、神奈川県横浜市港南区出身の元プロサッカー選手、サッカー指導者。現役時代のポジションはディフェンダー（左右のサイドバック）、ミッドフィールダー（サイドハーフ）。

## 経歴

### プロ入り前
横浜F・マリノスジュニアユースから横浜F・マリノスユースに昇格した後、筑波大学に進学しサッカー部でプレー。しかし4年時に負傷をしたこともあり、大学卒業後のプロ入りはならなかった。
セレクションを経て2010年よりJFLのSAGAWA SHIGA FCに加入すると、開幕から右サイドバックとして出場、開幕2戦目の金沢戦において直接フリーキックでJFL初得点を奪う など活躍をみせて、この年のJFL新人王を獲得した。翌2011年も右サイドバックで31試合に出場し、チームのJFL優勝に貢献。2012年も安定した活躍をみせて初のJFLベストイレブンに選ばれる とともに、天皇杯2回戦におけるJ1の神戸との対戦では決勝点をアシストした が、この年のシーズン終了とともにSAGAWAは活動を休止し、チームを離れることとなった。

### 選手時代

#### 横浜F・マリノス
その後練習参加を経て、2013年シーズンからはジュニアユース、ユース時代を過ごした横浜F・マリノスに移籍した。当初は出場機会が得られなかったものの、5月22日のナビスコカップ、清水戦に左サイドバックで初めて起用されると決勝点をアシスト、6月30日の鹿島戦では初ゴールを決めた。その後のリーグ戦ではサブ起用が続いたものの、首位攻防となった10月19日の広島戦でドゥトラの代役として先発出場すると、相手の攻撃のキーマンであったミハエル・ミキッチを抑えて完封勝利に貢献し、チームの信頼を高めた。天皇杯でも準決勝鳥栖戦でフル出場、決勝の広島戦にも途中出場して優勝チームの一員となった。
2014年もサブメンバーでの起用が続きながらも、左右のサイドバックやサイドハーフとして要所で起用され、全試合でベンチ入りするとともにシーズン後半には先発出場も増加した。監督が樋口靖洋からエリク・モンバエルツへと代わった2015年には開幕戦で右サイドハーフとして先発、しかし練習中に左膝内側側副靱帯を負傷し、長期欠場となった。9月にベンチ入りメンバーに復帰し、天皇杯2回戦の滋賀戦では10月11日の再開試合で出場して決勝点をアシストするも、リーグ戦での起用はないままシーズンを終えた。

#### 湘南ベルマーレ
2016年、湘南ベルマーレに移籍。サイドバックに加えてに3バック時には左右のサイドハーフなどでも起用され、この年19試合に出場した。4月30日の古巣横浜F・マリノス戦では齋藤学とマッチアップ、チーム初勝利に貢献した ものの、チームは成績不振でJ2に降格となった。2017年も引き続き湘南でプレーし、3月25日の千葉戦では途中出場から、右サイドで後方からの浮き球をボレーシュートで決めJリーグ初ゴールを記録した。その後も様々な形で起用され25試合に出場、チームのJ1昇格を支えた。

#### 東京ヴェルディ
2018年、東京ヴェルディへ期限付き移籍。シーズン全試合出場を果たし、チームの6位フィニッシュとJ1参入プレーオフ出場権獲得に貢献。チームは決勝でジュビロ磐田に敗れJ1昇格を逃したが、これまでの活躍が評価されシーズン終了後に東京ヴェルディに完全移籍した。
以降はヴェルディに在籍し、2023年にチームのJ1昇格を見届けた後、現役引退を発表した。

### 指導者時代
2024年1月5日、東京ヴェルディのトップチームコーチ就任が発表された。

## 人物
2014年6月に一般女性と入籍。2015年6月に第一子の長女が、2016年8月に第二子の長男が誕生。

## 所属クラブ
- 1994年 - 1999年 小山台SC（横浜市立日野南小学校）
- 2000年 - 2002年 横浜F・マリノスジュニアユース菅田（横浜市立日野南中学校）
- 2003年 - 2005年 横浜F・マリノスユース（横浜市立南高等学校）
- 2006年 - 2009年 筑波大学
- 2010年 - 2012年 SAGAWA SHIGA FC
- 2013年 - 2015年 横浜F・マリノス
- 2016年 - 2018年 湘南ベルマーレ
  - 2018年 東京ヴェルディ（期限付き移籍）
- 2019年 - 2023年 東京ヴェルディ

## 個人成績
| 国内大会個人成績 | 国内大会個人成績 | 国内大会個人成績 | 国内大会個人成績 | 国内大会個人成績 | 国内大会個人成績 | 国内大会個人成績 | 国内大会個人成績 | 国内大会個人成績 | 国内大会個人成績 | 国内大会個人成績 | 国内大会個人成績 |
| 年度             | クラブ           | 背番号           | リーグ           | リーグ戦         | リーグ戦         | リーグ杯         | リーグ杯         | オープン杯       | オープン杯       | 期間通算         | 期間通算         |
| 年度             | クラブ           | 背番号           | リーグ           | 出場             | 得点             | 出場             | 得点             | 出場             | 得点             | 出場             | 得点             |
| 日本             | 日本             | 日本             | 日本             | リーグ戦         | リーグ戦         | リーグ杯         | リーグ杯         | 天皇杯           | 天皇杯           | 期間通算         | 期間通算         |
| ---------------- | ---------------- | ---------------- | ---------------- | ---------------- | ---------------- | ---------------- | ---------------- | ---------------- | ---------------- | ---------------- | ---------------- |
| 2010             | SAGAWA SHIGA     | 24               | JFL              | 28               | 3                | -                | -                | 1                | 0                | 29               | 3                |
| 2011             | SAGAWA SHIGA     | 24               | JFL              | 31               | 1                | -                | -                | 2                | 0                | 33               | 1                |
| 2012             | SAGAWA SHIGA     | 24               | JFL              | 29               | 2                | -                | -                | 3                | 0                | 32               | 2                |
| 2013             | 横浜FM           | 24               | J1               | 10               | 0                | 2                | 1                | 4                | 0                | 16               | 1                |
| 2014             | 横浜FM           | 24               | J1               | 17               | 0                | 2                | 0                | 2                | 0                | 21               | 0                |
| 2015             | 横浜FM           | 24               | J1               | 1                | 0                | 1                | 0                | 2                | 0                | 4                | 0                |
| 2016             | 湘南             | 24               | J1               | 19               | 0                | 5                | 0                | 2                | 0                | 26               | 0                |
| 2017             | 湘南             | 24               | J2               | 25               | 1                | -                | -                | 2                | 0                | 27               | 1                |
| 2018             | 東京V            | 24               | J2               | 42               | 2                | -                | -                | 0                | 0                | 42               | 2                |
| 2019             | 東京V            | 24               | J2               | 37               | 1                | -                | -                | 0                | 0                | 37               | 1                |
| 2020             | 東京V            | 24               | J2               | 24               | 0                | -                | -                | -                | -                | 24               | 0                |
| 2021             | 東京V            | 24               | J2               | 5                | 0                | -                | -                | 0                | 0                | 5                | 0                |
| 2022             | 東京V            | 24               | J2               | 15               | 0                | -                | -                | 3                | 1                | 18               | 1                |
| 2023             | 東京V            | 24               | J2               | 17               | 0                | -                | -                | 2                | 0                | 19               | 0                |
| 通算             | 日本             | 日本             | J1               | 47               | 0                | 10               | 1                | 10               | 0                | 67               | 1                |
| 通算             | 日本             | 日本             | J2               | 165              | 4                | -                | -                | 7                | 1                | 172              | 5                |
| 通算             | 日本             | 日本             | JFL              | 88               | 6                | -                | -                | 6                | 0                | 94               | 6                |
| 総通算           | 総通算           | 総通算           | 総通算           | 300              | 10               | 10               | 1                | 23               | 1                | 333              | 12               |

その他の公式戦
- 2018年
  - J1参入プレーオフ 3試合0得点
- 2023年
  - J1昇格プレーオフ 1試合0得点
- Jリーグ初出場 - 2013年7月10日 J1第15節 対セレッソ大阪 (キンチョウスタジアム)
- Jリーグ初得点 - 2017年3月25日 J2第5節 対ジェフユナイテッド千葉 (Shonan BMW スタジアム平塚)

| 国際大会個人成績 | 国際大会個人成績 | 国際大会個人成績 | 国際大会個人成績 | 国際大会個人成績 |
| 年度             | クラブ           | 背番号           | 出場             | 得点             |
| AFC              | AFC              | AFC              | ACL              | ACL              |
| ---------------- | ---------------- | ---------------- | ---------------- | ---------------- |
| 2014             | 横浜FM           | 24               | 4                | 0                |
| 通算             | AFC              | AFC              | 4                | 0                |

## タイトル

### クラブ
SAGAWA SHIGA FC
- JFL：1回（2011）

湘南ベルマーレ
- J2リーグ：1回（2017）

### 個人
- 2010年 第12回日本フットボールリーグ新人王
- 2012年 第14回日本フットボールリーグベストイレブン

## 指導歴
- 2024年 - 東京ヴェルディ トップチームコーチ